# Sandro Schwarz
Sandro Schwarz (* 17. Oktober 1978 in Mainz) ist ein deutscher Fußballtrainer und ehemaliger -spieler. Er absolvierte insgesamt 167 Spiele in der 2. Bundesliga für den 1. FSV Mainz 05, Rot-Weiss Essen und den SV Wehen Wiesbaden. Seit Dezember 2023 ist er Cheftrainer der New York Red Bulls.

## Spielerkarriere
Schwarz, Sohn eines italienischen Vaters und einer deutschen Mutter, wuchs in Ginsheim auf und hatte in seiner Jugend beim SV 07 Bischofsheim und beim VfB Ginsheim gespielt, ehe er 1995 zum 1. FSV Mainz 05 kam. Am 29. März 1998, es war der 24. Spieltag der Saison 1997/98, wurde er vom Trainer Reinhard Saftig erstmals in der Zweitligaelf eingesetzt; der FSV verlor 0:2 bei Fortuna Düsseldorf. Schwarz absolvierte weitere 100 Zweitligaspiele für die 05er bis zum Saisonende 2003/04, als er mit seinem Verein in die Bundesliga aufstieg. Er blieb allerdings in der Zweiten Liga und wechselte zum Aufsteiger Rot-Weiss Essen; der Verein stieg aber direkt wieder ab. Zur Saison 2005/06 kam er zurück ins Rhein-Main-Gebiet in die Regionalliga Süd zum SV Wehen. Im ersten Jahr saß er oft auf der Bank, doch in der Saison 2006/07 sicherte er sich mit der Rückennummer 8 einen Stammplatz in der ersten Elf und war einer der Garanten für den Aufstieg in die 2. Bundesliga. Schwarz entwickelte sich unter Trainer Christian Hock zu einem Führungsspieler und war ab der Saison 2007/08 Mannschaftskapitän des SV Wehen Wiesbaden.
Insgesamt bestritt Schwarz 167 Zweitligaspiele und erzielte dabei vier Tore.

## Trainerkarriere
Am 23. März 2009 wurde Schwarz nach der Entlassung des Trainers Wolfgang Frank Teamchef des SV Wehen Wiesbaden und setzte seine aktive Spielerkarriere zunächst bis zum Sommer aus. In der Saison 2008/09 konnte er nur mit einer Sondergenehmigung des DFB ohne Trainerschein als Chef des Trainerstabs den SV Wehen Wiesbaden trainieren. Nach dem Abstieg in die 3. Liga fungierte er ab der Saison 2009/10 bis zu seiner Entlassung am 9. März 2010 als Co-Trainer an der Seite des Cheftrainers Hans Werner Moser bzw. nach dessen Beurlaubung von dessen Nachfolger Gino Lettieri.
Zum Beginn der Saison 2011/12 wurde Schwarz Trainer beim 1. FC Eschborn in der Hessenliga, mit dem er in seiner ersten Saison Meister wurde und in die neu gegründete Regionalliga Südwest aufstieg. Er verlängerte seinen Vertrag nach dem Aufstieg auch für die Saison 2012/13, während derer er seine Ausbildung zum Fußballlehrer erfolgreich abschloss.
Zur Saison 2013/14 wechselte Schwarz zu seinem alten Club, dem 1. FSV Mainz 05, bei dem er die A-Junioren (U19) als Cheftrainer übernahm. Dort wurde er am 17. Februar 2015 Trainer der zweiten Mannschaft als Nachfolger von Martin Schmidt, der die erste Mannschaft übernahm.
Zur Saison 2017/18 wurde er wiederum als Nachfolger von Schmidt als Cheftrainer der ersten Mannschaft vorgestellt. Am 6. Spieltag der Saison 2019/20 war er nach der Neueinführung der Regelung der erste Vereinsoffizielle, der in der Bundesliga mit einer gelb-roten Karte vom Platz gestellt und für das folgende Spiel gesperrt wurde. Nachdem die Mannschaft in den ersten elf Bundesligaspielen der Saison nur neun Punkte geholt hatte, wurde Schwarz am 10. November 2019 freigestellt.
Ab Oktober 2020 war er Cheftrainer des russischen Erstligisten Dynamo Moskau. Zuvor war sein bis 2022 laufender Vertrag mit Mainz 05 aufgelöst worden. Im Jahr 2021 verlängerte er den Vertrag bis 2024. Nach dem russischen Überfall auf die Ukraine im Februar 2022 bekräftigte Schwarz auf Anfrage, er wolle zunächst Trainer bleiben, da ihn seine Mannschaft darum gebeten habe. Am 29. Mai 2022 teilte Schwarz mit, Dynamo am Saisonende zu verlassen: „Ich habe immer gesagt, dass wir diese Saison alle gemeinsam bis zum Ende durchstehen sollten. Aber die Situation in der Welt ist nicht einfach und heute war mein letztes Spiel in Russland.“
Zur Saison 2022/23 kehrte Schwarz in die Bundesliga zurück und übernahm Hertha BSC als Nachfolger von Felix Magath. Er unterschrieb beim Hauptstadtklub, der zuvor in der Relegation den Klassenerhalt geschafft hatte, einen Vertrag mit einer Laufzeit bis zum 30. Juni 2024. Mitte April 2023 wurde er nach dem Absturz auf den letzten Tabellenplatz von seinen Aufgaben entbunden.
Im Dezember 2023 wurde er neuer Trainer der New York Red Bulls. In seinem ersten Jahr schaffte Schwarz trotz mäßiger Form mit den Red Bulls die Qualifikation für die MLS Play-Offs und schied erst im Finale der Eastern Conference aus.

## Trivia
Im Fußball-Motivations-Buch Was macht Dich stark? (2018) von David Kadel ist Sandro Schwarz einer der Protagonisten.